# San Millán (Yécora)
San Millán es un despoblado que actualmente forma parte del municipio de Yécora, en la provincia de Álava, País Vasco (España).

## Toponimia
A lo largo de los siglos ha sido conocido con los nombres de San Emiliani de Equora y San Martín.

## Historia
Documentado desde 1058, fue desolado en el siglo XVI por la peste.